# اخینی، دیلدارنگار
اخینی، دیلدارنگار (به انگلیسی: Akhini, Dildarnagar) یک منطقهٔ مسکونی در هند است که در اوتار پرادش واقع شده‌است.

## خصوصیات
اخینی ۳٬۹۵۰ نفر جمعیت دارد.